# Ford Explorer EV
Ford Explorer EV — электромобиль на базе Ford Explorer, выпускающийся компанией Ford Motor Company с 2023 года.

## История
Автомобиль Ford Explorer EV впервые был представлен 21 марта 2023 года. Он базирован на платформе MEB, на которой также выпускается Volkswagen ID.4. Сборка модели организована в Кёльне, параллельно с Ford Fiesta.
Производство модели планируется в сентябре 2023 года, а декабре 2023 года планируются продажи. Цена составит 45 000 евро (48 500 долларов).

## Маркетинг
Компания Ford заявляет, что электромобиль Ford Explorer EV отправится в кругосветное путешествие. Водителем будет женщина Лекси Элфорд, которая является рекордсменкой среди молодых людей, успевших побывать во всём мире.

## Галерея

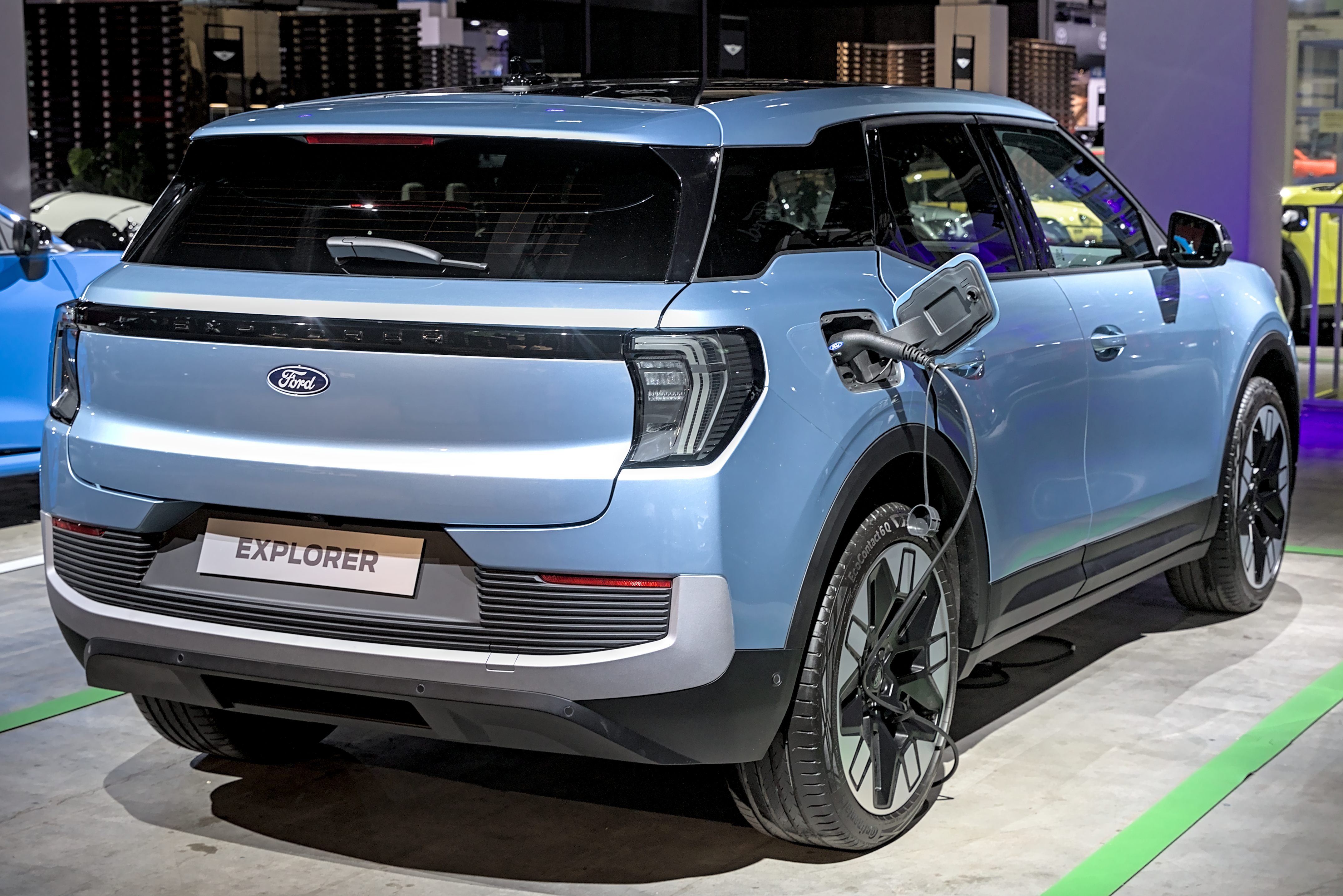
Вид сзади
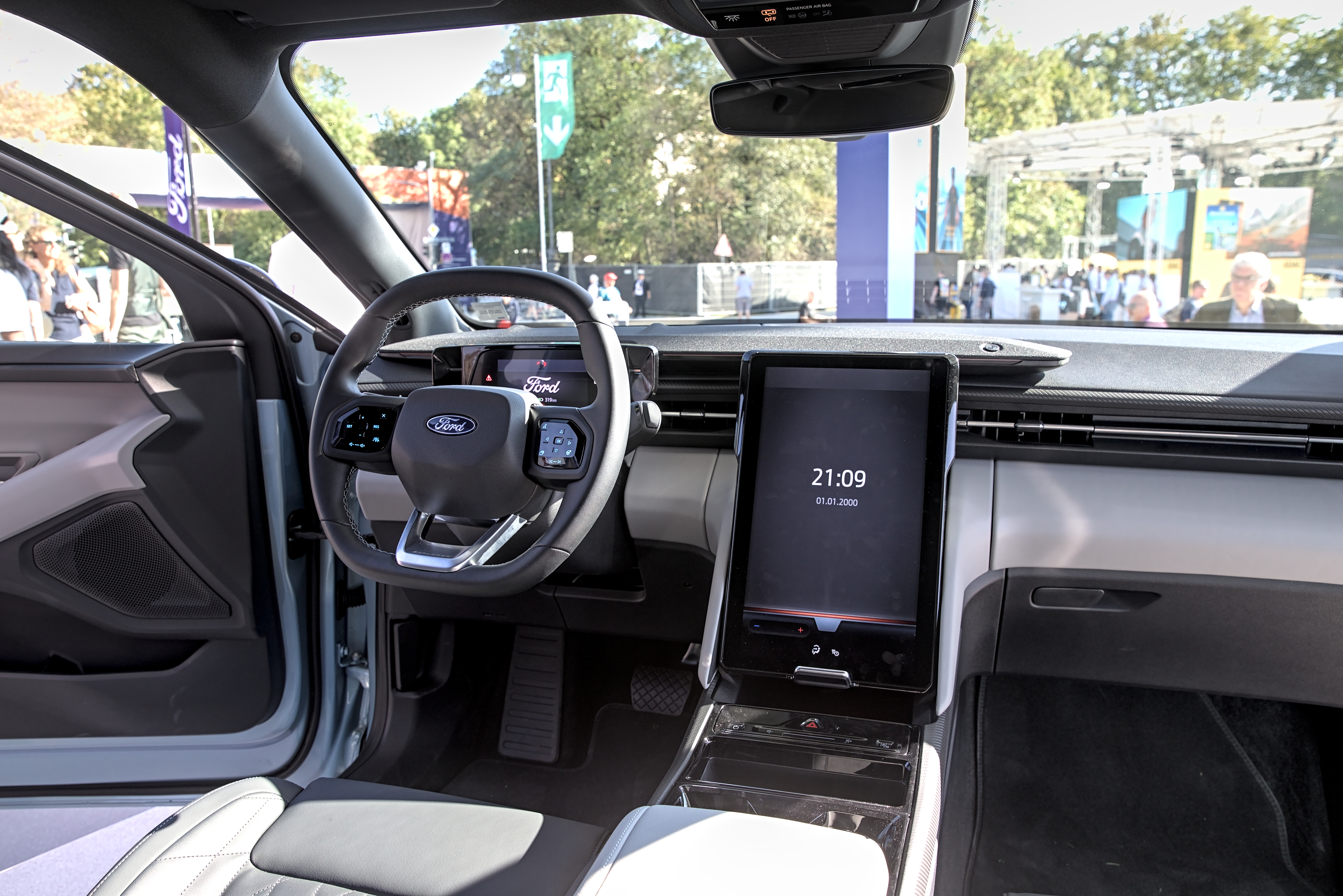
Интерьер
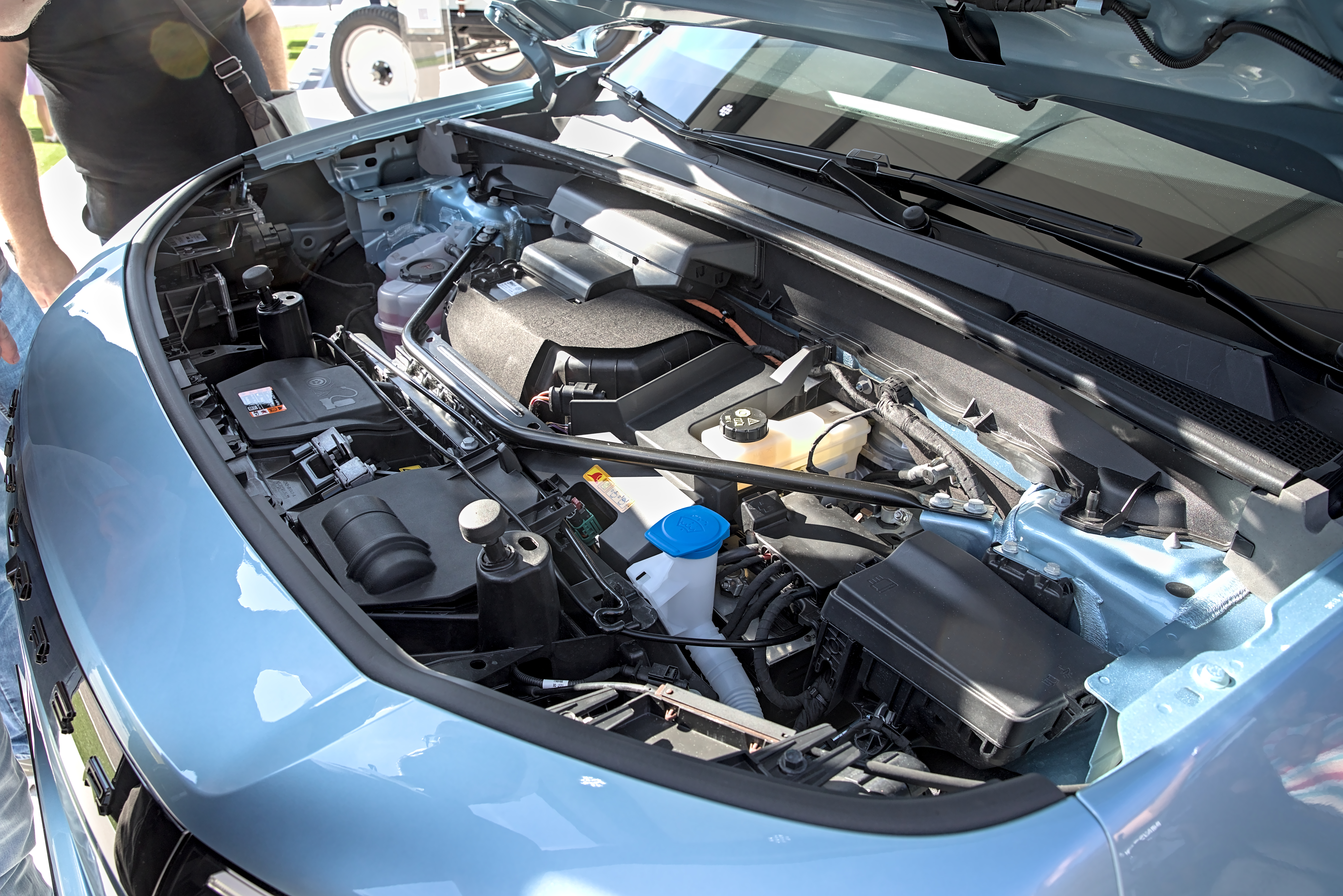
Моторный отсек